# Himmelhof

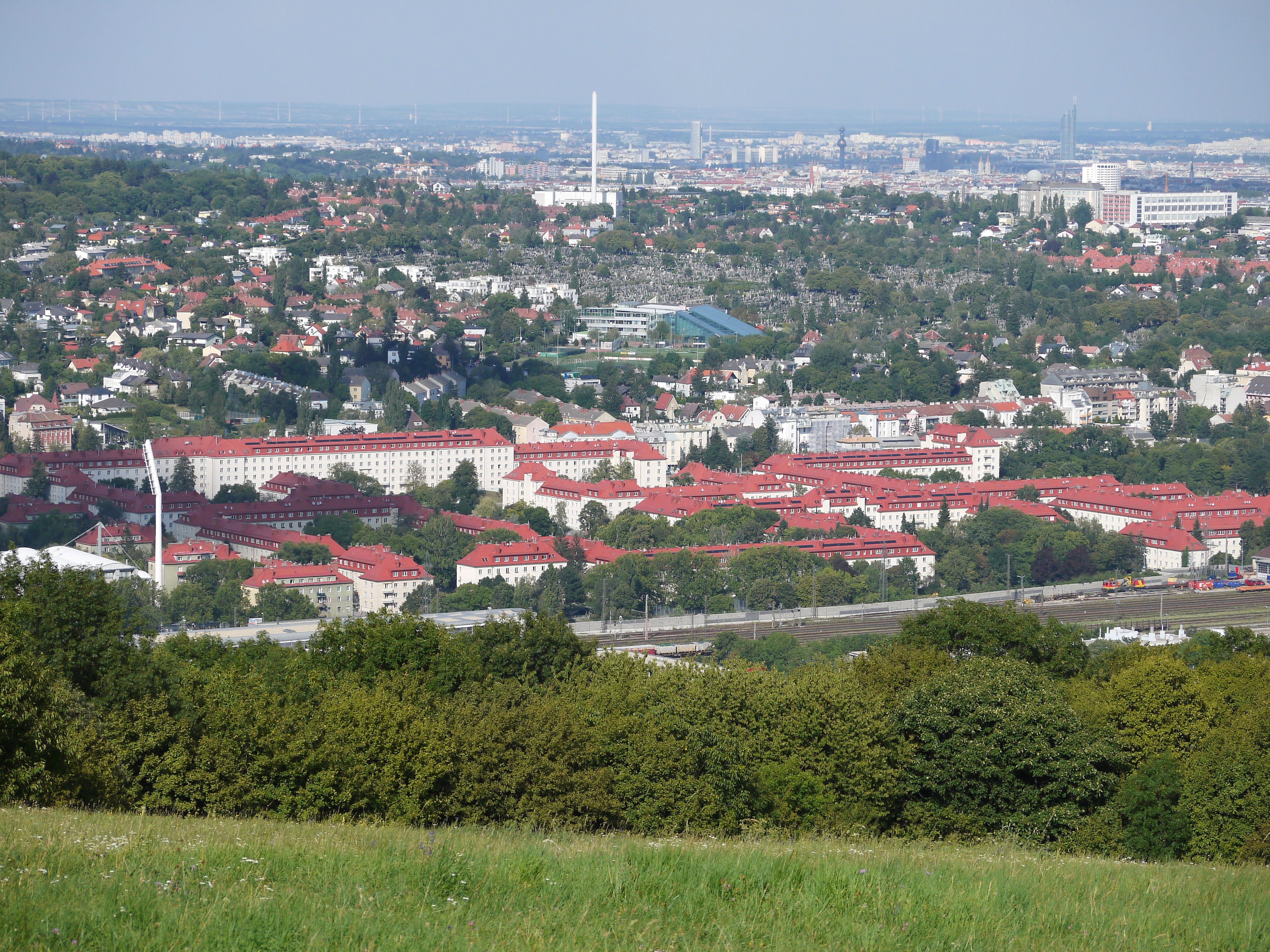
Blick von der Himmelhofwiese auf den Nordwesten von Wien. Im Vordergrund die Westbahn mit dem Bahnhof Wien Hütteldorf; ganz links das 2014/15 abgetragene Hanappistadion.

Der Himmelhof ist eine Aussichtswiese am Rande des Lainzer Tiergartens im 13. Wiener Gemeindebezirk.

## Lage
Der Himmelhof befindet sich im Bezirksteil Ober Sankt Veit südlich von Hacking am Hang des Hagenbergs und beherbergte von 1949 bis 1980 eine Skisprung-Schanze. ORS betreibt einen Rundfunksender am Himmelhof, der österreichische TV- und Radioprogramme in analoger und digitaler Form ausstrahlt. Im Hause der ehemaligen Gaststätte Am Himmel befand sich von 1897 bis 1899 die Künstlerkommune des Malers und Kulturreformers Karl Wilhelm Diefenbach (1851–1913). An klaren Tagen überblickt man vom Himmelhof nicht nur ganz Wien, sondern sieht sogar Pressburg (Bratislava) und die Hainburger Pforte.

## Namensherkunft
Vermutlich stammt der Name von einer Meierei und Gaststätte namens Am Himmel im 19. Jahrhundert. Dies ist nicht zu verwechseln mit dem Flurnamen Am Himmel am Pfaffenberg in Döbling. Der Name könnte ein alter Himmel-Flurname („gewölbte Flur, Kuppe“) sein.

## Internat
1962 wurde am Himmelhof ein Internat errichtet, das Mitte der 1990er Jahre generalsaniert wurde. Kurioserweise führt das im 15. Bezirk befindliche Bundesrealgymnasium Diefenbachgasse den Unterricht des Internats. Der Gassen- und Schulname geht auf den Sechshauser Gemeinderat Heinrich Diefenbach zurück und hat nichts mit dem oben erwähnten Künstler zu tun.

## Skisprungschanze
Auf der Himmelhofwiese hat sich eine Skisprungschanze befunden, bis diese 1980 abgebrannt ist.
Siehe: Wiener Skisprungschanzen